# Nicolas Borgeaud
Nicolas Borgeaud (* 25. Mai 1993 in Brisbane) ist ein australischer Volleyballspieler, der auch die Schweizer Staatsangehörigkeit besitzt.

## Karriere
Borgeaud begann seine Karriere 2013 bei Canberra Heat. 2015 wechselte der Zuspieler zum Schweizer Erstligisten VBC Einsiedeln. Nach einer Saison kehrte der australische Juniorennationalspieler nach Canberra zurück. 2017/18 spielte er in Solingen beim deutschen Bundesligisten Bergische Volleys.